# إميلي في باريس
إميلي في باريس (بالإنجليزية: Emily in Paris) هو مسلسل كوميدي رومانسي أمريكي عرض لأول مرة على نتفليكس في 2 أكتوبر 2020.
المسلسل من بطولة ليلي كولينز،أشلي بارك وكايت والش.

## القصة
تدور احداث القصة حول "إميلي كوبر" ورحلتها من مسؤولة تسويق في "شيكاغو" إلى وظيفة الأحلام في "باريس"، تخوض إميلي مغامرة حياتها الجديدة وتحاول الموازنة بين العمل والصداقة والحبّ.

## روابط خارجية
- الموقع الرسمي
- إميلي في باريس على موقع IMDb (الإنجليزية)
- إميلي في باريس على موقع ميتاكريتيك (الإنجليزية)
- إميلي في باريس على موقع روتن توميتوز (الإنجليزية)
- إميلي في باريس على موقع نتفليكس (الإنجليزية)
- إميلي في باريس على موقع كينوبويسك (الروسية)
- إميلي في باريس على موقع ألو سيني (الفرنسية)
- إميلي في باريس على موقع قاعدة بيانات الفيلم (الإنجليزية)